# ミルキィホームズ 探偵学院放送室4
『ミルキィホームズ 探偵学院放送室4』（ミルキィホームズ たんていがくいんほうそうしつ フォー）は、2012年からHiBiKi Radio Stationにて放送していたインターネットラジオ番組。

## 概要
声優などさまざまな活動を展開する三森すずこ、徳井青空、佐々木未来、橘田いずみの4名がパーソナリティを務めるトーク番組である。4名は全員が響に所属する若手声優であり、同時に声優ユニットとして「ミルキィホームズ」を構成するメンバーでもある。毎回、この4名を中心にして、さまざまな企画に挑戦する番組である。また、『キルミーベイベー殺し屋ラジオ』など、他の番組とのコラボレーションも積極的に展開していた。

## 放送の形態
この番組を制作する響により運営されるウェブサイト「HiBiKi Radio Station」にて、ストリーミング形式で配信されていた。

## 関連番組
なお、類似する名称のラジオ番組として、2011年から響にて放送されている『キルミーベイベー殺し屋ラジオ』が挙げられる。名称が類似しているとともに、同じ響にて同時期に放送されていたことから、両番組とも積極的なコラボレーションを展開した。Project MILKY HOLMESと『キルミーベイベー』の公式サイトが、それぞれお互いのキャラクターに入れ替わるなどの試みが行われた。また『キルミーベイベー殺し屋ラジオ』第4回では当番組のパーソナリティ4人がコメントのみで出演。逆に当番組の第1回に『キルミーベイベー殺し屋ラジオ』のパーソナリティである赤﨑千夏と田村睦心もコメントのみで出演した。
また、2011年まで響にて放送されていた『ミルキィホームズ 探偵学院放送室3』とは、入れ替わりで当番組が放送されることになったものの、番組内容自体には共通点は全くない。同様に、2010年から2011年にかけてラジオ大阪にて放送されていた『ミルキィホームズ 探偵学院放送室2』も名称が類似しているが、『ミルキィホームズ 探偵学院放送室2』はラジオ大阪で放送される地上波ラジオであるのに対し、当番組はインターネットラジオという形式を採っている。

## 番組の内容
前述の通り、番組内容は大幅にリニューアルされている。『ミルキィホームズ 探偵学院放送室3』では、全員によるトークだけでなく、そのうち1名のみでパーソナリティを務める「ソロコーナー」が設けられていた。しかし、当番組ではそれらのコーナーは全て廃止されている。また、ゲストが出演する際には、コーナーの構成が大幅に変わることも多い。自身のアルバム『「I Love You」のある世界』のプロモーションのため鷲崎健がゲスト出演した際には、鷲崎とレギュラーパーソナリティとがトークを繰り広げた。
また、『ミルキィホームズ 探偵学院放送室』は『雨上がりのミライ』、『ミルキィホームズ 探偵学院放送室2』は『正解はひとつ!じゃない!!』を主題歌としていた。この『雨上がりのミライ』はゲーム『探偵オペラ ミルキィホームズ』のオープニングテーマであり、『正解はひとつ!じゃない!!』はテレビアニメ『探偵オペラ ミルキィホームズ』のオープニングテーマであるため、「Project　MILKY HOLMES」に関するゲームやアニメの広報を兼ねていた。しかし、当番組の主題歌である『はいぱーみるきぃあわー』は、「Project　MILKY HOLMES」に直接的な関連のある番組の主題歌ではなく、当番組のオリジナルテーマ曲として採用されている。また、番組内でも、楽曲が紹介されるコーナーも設けられている。ミルキィホームズの楽曲が流されることが多いが、鷲崎健の『女の子の髪の匂いを一日中かいでたい』など他のアーティストの楽曲が流されることもある。

## コーナー
- お悩み解決!? ドキドキボックス♪
- みるきぃ史上! 最高? 究極の選択肢!?
- ミルキィ・ワクワク・ワークショップ!
- ミルキィスーパーランキング! ミルキアンに聞きました!!

## パーソナリティ
- 三森すずこ（シャーロック役）
- 徳井青空（ネロ役）
- 佐々木未来（エリー役）
- 橘田いずみ（コーデリア役）

## ゲスト
- 赤﨑千夏（1回。『キルミーベイベー』折部やすな役）[5]
- 田村睦心（1回。『キルミーベイベー』ソーニャ役）[5]
- 明坂聡美（6,7回。アルセーヌ / アンリエット・ミステール役）
- 南條愛乃（8,9回。明智小衣役）
- 鷲崎健（21回）